# Tynan
Tynan is een plaats (census-designated place) in de Amerikaanse staat Texas, en valt bestuurlijk gezien onder Bee County.

## Demografie
Bij de volkstelling in 2000 werd het aantal inwoners vastgesteld op 301.

## Geografie
Volgens het United States Census Bureau beslaat de plaats een oppervlakte van
8,9 km², geheel bestaande uit land. Tynan ligt op ongeveer 67 m boven zeeniveau.

## Plaatsen in de nabije omgeving
De onderstaande figuur toont nabijgelegen plaatsen in een straal van 16 km rond Tynan.